# Branko Skroče
Branko Skroče (Zara, 17 maggio 1955) è un ex cestista jugoslavo.

## Palmarès
- YUBA liga: 2

Zadar: 1973-74, 1974-75